# Olho d'Água do Piauí
Olho d'Água do Piauí é um município brasileiro do estado do Piauí. Localiza-se a uma latitude 05º50'29" sul e a uma longitude 42º34'30" oeste, estando a uma altitude de 235 metros. Sua população estimada em 2014 era de 2 390 habitantes.
Possui uma área de 219,31 km². Foi criado em 1995, porem possui uma história anterior a esta data com várias particularidades como ter  praticamente 60% da população ser da mesma família, que teve como patriarca Agostinho José Leal ainda quando a então cidade era apenas um pequeno povoado, este por sua vez teve três esposas e destes casamentos ele foi pai de 36 filhos todos de sobrenome LEAL fazendo de Olho d`Água, um município com tradição histórico-social.